# أرتور هويرتا
أرتور هويرتا هو منافس ألعاب قوى كندي، ولد في 30 مارس 1964 في تورونتو في كندا.

## وصلات خارجية
- أرتور هويرتا على موقع الاتحاد الدولي لألعاب القوى (الإنجليزية)
- أرتور هويرتا على موقع أوليمبيديا (الإنجليزية)
- أرتور هويرتا على موقع اتحاد ألعاب الكومنولث (مؤرشف) (الإنجليزية)